# Benna-Kreuz
Das Benna-Kreuz (auch Benno-Kreuz, Benna, Benno und seltener Willigis-Kreuz genannt) war ein um das Jahr 1000 durch den Mainzer Erzbischof Willigis in Auftrag gegebenes Triumphkreuz mit aufgesetzter überlebensgroßer und massiv goldener Christusfigur. Die in 14 Einzelteile zerlegbare, innen mit Hohlräumen versehene Christusfigur bestand aus 600 Pfund Gold und war zudem mit Edelsteinen verziert. Das Benna-Kreuz galt im frühen Mittelalter als kostbarster Bestandteil des Mainzer Domschatzes und wurde wahrscheinlich nur zu besonderen Anlässen im Mainzer Dom gezeigt. Im Laufe der folgenden Jahrhunderte wurden immer mehr Einzelteile des Kreuzes veräußert, so dass sich die Spur des Benna-Kreuzes bereits im 13. Jahrhundert verliert.

## Namen
In den mittelalterlichen Quellen werden sowohl die Namensformen Benna und Benno überliefert. Dies könnte entweder der Name eines möglichen Spenders oder des Goldschmiedes gewesen sein, der das Kreuz anfertigte. Eine Quelle aus dem 15. Jahrhundert, das Magnum Chronicon Belgicum, nennt einen Benno als kaiserlichen Mundschenk, der von Juden ermordet wurde. Zur Strafe mussten diese ein wertvolles Kreuz anfertigen, welches im Hochmittelalter mit dem Benno-Kreuz verbunden wurde. Da allerdings ältere Quellen aus Mainz einen solchen Vorfall nirgendwo nennen und mit dem besagten Kreuz in Verbindung bringen, handelt es sich wahrscheinlich um eine im Hochmittelalter entstandene Legende. 
Als namensgebender Künstler des Benno-Kreuzes  kommt der aus Trier stammende Goldschmied und Maler Benna Treverensis, ein Kanoniker im St. Paulinus-Stift in Trier, in Frage. Diesem werden verschiedene bedeutende Werke wie beispielsweise der Andreas-Tragaltar und das Nagelreliquiar im Trierer Domschatz zugesprochen. Letztendlich ist aber ein Bezug dieses Künstlers zum Benna-Kreuz nicht gesichert und nur indirekt über Indizien wie der Seltenheit des Namens, der zeitlichen Übereinstimmung von Entstehung des Kreuzes und Schaffenszeit des Künstlers sowie der Interpretation des Namens als der des erschaffenden Künstlers möglich.

## Aufbau und Gestaltung
Eine genaue Beschreibung des Benna-Kreuzes ist in dem Liber de calamitate ecclesiae Moguntinae aus der Mitte des 13. Jahrhunderts überliefert.
Der Kern des Kreuzes bestand gemäß den Überlieferungen in den Annalen des Heiligen Disibod aus Zypressenholz; in einigen neuzeitlichen Quellen wird auch von Zedernholz gesprochen. Auf diesem Holzkern befand sich eine Goldauflage mit reichhaltiger Edelsteinverzierung. 
Die auf dem Kreuz befestigte Christusfigur wird als überlebensgroß beschrieben und soll aus 600 Pfund reinem Gold gefertigt worden sein, welches Willigis aus dem Tribut der Langobarden entnommen haben soll. Im Kopfteil wurden Hohlräume ausgespart, die zur Aufbewahrung von Reliquien und Edelsteinen dienten. Die Augen der Christusfigur bestanden nach den mittelalterlichen Quellen aus „eidottergroßen Karfunkelsteinen“, wahrscheinlich Rubine, die im Dunkeln leuchteten. Die einzelnen Körperteile, insgesamt 14 Einzelstücke, waren abnehmbar. Da das Benna-Kreuz möglicherweise nicht dauerhaft im Dom gezeigt wurde, wurden sie die meiste Zeit über in einer Kiste oder einem Schrein aufbewahrt.
Am wahrscheinlich oberen Teil des Kreuzes befand sich folgende Inschrift: auri sexcentas tenet haec crux aurea libras. Das bedeutet: Dies goldene Kreuz wiegt 600 Pfund Goldes.

## Nutzung und Geschichte
Es ist unklar, ob das komplette Triumphkreuz permanent im Dom, dort über dem Kreuzaltar, aufgebaut war oder nur an hohen Kirchenfeiertagen, auf besondere Anweisung des jeweiligen Bischofs und bei dem Besuch des Kaisers oder anderen hochgestellten Persönlichkeiten. Auch ist denkbar, dass zwar das Kreuz permanent vorhanden war, die Christusfigur jedoch nur temporär. Hier widersprechen sich die mittelalterlichen Quellen und geben nur vage Auskunft. Ab dem dritten Viertel des 13. Jahrhunderts ist allerdings ein Kreuzaltar im Ostchor des Doms nachweisbar und es kann vermutet werden, dass es bereits zu einem früheren Zeitpunkt dort entsprechende Vorgängereinrichtungen gab. Ebenso ist eine Aufstellung im Westchor denkbar, beispielsweise bei einer Königskrönung im Mainzer Dom. Wahrscheinlich wurde das Benna-Kreuz zu den genannten Anlässen an einem Balken hoch in der Luft über dem Eingang des Chores aufgestellt. Als man 1874 den gotischen Pfeilereinbau im Ostchor abbrach, fand man sowohl am nördlichen als auch am südlichen Chorpfeiler Dübellöcher, die man in Verbindung mit einem Triumphbalken zur Präsentation des Kreuzes brachte. 
Aufgrund der Angabe des Materialwertes am Kreuz als einzige direkte Inschrift an dem Benna-Kreuz wird neben dem spirituellen Wert und der Gesamtwirkung des Triumphkreuzes bei feierlichen Anlässen auch eine dauerhafte Nutzung als rein materielle Wertreserve in Form des verarbeiteten Edelmetalls sowie der Edelsteine vermutet. Dafür spricht auch die Zerlegung des Kruzifixes in einzelne Teile, die eine teilweise Veräußerung möglich machten. Wie die geschichtliche Überlieferung zeigt, ist dies auch geschehen. Im Jahr 1142 schickte der Mainzer Erzbischof Markolf einen goldenen Fuß der Christusfigur nach Rom und bezahlte damit seine Palliumgebühr. Nur 13 Jahre später verwendete der Erzbischof Arnold von Selenhofen den anderen Fuß sowie die beiden Unterschenkel zur Finanzierung seines Kampfs gegen den Pfalzgrafen Hermann von Stahleck. Um 1160 finanzierte Erzbischof Rudolf von Zähringen mit einem der Arme seine Romfahrt. Das wohl gegen Ende des 12. Jahrhunderts nicht mehr komplette Benna-Kreuz wird letztmals um 1196 in einem Brief des Abtes Guiberts von Gembloux an Erzbischof Konrad I. von Wittelsbach erwähnt. Danach verlieren sich die Spuren des Benna-Kreuzes in den späteren Quellen des Hochmittelalters.

## Einordnung in die Kunstgeschichte
Die Beschreibung des Benna-Kreuzes lässt auf eine Herstellungsweise im Stil der karolingischen Tradition von metallverkleideten Monumentalkreuzen mit einem massiven Holzinnenkern schließen.  Aus dem Kreis weiterer ottonischer Triumphkreuze ist heute noch das Gerokreuz im Kölner Dom erhalten.